# Adiós Hemingway
Adiós Hemingway es una novela del escritor cubano Leonardo Padura, publicada en 2001. A pesar de tratar con personajes históricos reales, Padura la considera una obra de ficción, ya que se toma licencias literarias en la recreación de lo sucedido los días 2 y 3 de octubre de 1958.
El libro surgió cuando los editores brasileños de Padura le pidieron que participara en la serie Literatura o muerte. Si aceptaba, debía advertirles el nombre del escritor alrededor del cual se desarrollaría el relato. Después de pensarlo muy poco, el proyecto le entusiasmó, y de inmediato vino a su mente Ernest Hemingway. Pero al buscar el modo de enfrentar el dilema, no se le ocurrió nada mejor que pasarle sus obsesiones a Mario Conde —como había hecho tantas otras veces—, y convertirlo en el protagonista de la historia.

## Sinopsis
Adiós Hemingway trae de vuelta a Mario Conde, ya retirado de la policía y convertido en vendedor de libros antiguos y cumpliendo su sueño de ser escritor. En la Finca La Vigía, residencia habanera del escritor estadounidense, es desenterrado un cadáver. Los agentes de la ley buscan ayuda en Conde, quien con su relación de amor/odio con Hemingway, es el más indicado para el caso.

## Publicación
Se publicó en Cuba junto con La cola de la serpiente, noveleta de la que Padura sacó en Tusquets una nueva edición corregida en 2011. La misma Tusquets reeditó Adiós Hemingway en 2006.  

## Dedicatoria
La dedicatoria del libro es la siguiente:
Esta novela, como las ya venidas

Y creo que todas las por venir,

Es para Lucía, con amor y escualidez.